# Unicodeblock Samaritanisch
Der Unicodeblock Samaritanisch (Samaritan, 0800–083F) kodiert die samaritanische Schrift, ein Abkömmling der phönizischen Schrift, der noch heute von Samaritanern zur Schreibung ihrer Sprache benutzt wird.

## Tabelle
| Unicodenummer | Zeichen (400 %) | Kategorie                               | Bidirektionale Klasse              | Offizielle Bezeichnung                   | Beschreibung                                             |
| ------------- | --------------- | --------------------------------------- | ---------------------------------- | ---------------------------------------- | -------------------------------------------------------- |
| U+0800 (2048) | ࠀ               | anderer Buchstabe, Silbe oder Ideogramm | rechts nach links (nicht-arabisch) | SAMARITAN LETTER ALAF                    | Samaritanischer Buchstabe Alaf                           |
| U+0801 (2049) | ࠁ               | anderer Buchstabe, Silbe oder Ideogramm | rechts nach links (nicht-arabisch) | SAMARITAN LETTER BIT                     | Samaritanischer Buchstabe Bit                            |
| U+0802 (2050) | ࠂ               | anderer Buchstabe, Silbe oder Ideogramm | rechts nach links (nicht-arabisch) | SAMARITAN LETTER GAMAN                   | Samaritanischer Buchstabe Gaman                          |
| U+0803 (2051) | ࠃ               | anderer Buchstabe, Silbe oder Ideogramm | rechts nach links (nicht-arabisch) | SAMARITAN LETTER DALAT                   | Samaritanischer Buchstabe Dalat                          |
| U+0804 (2052) | ࠄ               | anderer Buchstabe, Silbe oder Ideogramm | rechts nach links (nicht-arabisch) | SAMARITAN LETTER IY                      | Samaritanischer Buchstabe Iy                             |
| U+0805 (2053) | ࠅ               | anderer Buchstabe, Silbe oder Ideogramm | rechts nach links (nicht-arabisch) | SAMARITAN LETTER BAA                     | Samaritanischer Buchstabe Baa                            |
| U+0806 (2054) | ࠆ               | anderer Buchstabe, Silbe oder Ideogramm | rechts nach links (nicht-arabisch) | SAMARITAN LETTER ZEN                     | Samaritanischer Buchstabe Sen                            |
| U+0807 (2055) | ࠇ               | anderer Buchstabe, Silbe oder Ideogramm | rechts nach links (nicht-arabisch) | SAMARITAN LETTER IT                      | Samaritanischer Buchstabe It                             |
| U+0808 (2056) | ࠈ               | anderer Buchstabe, Silbe oder Ideogramm | rechts nach links (nicht-arabisch) | SAMARITAN LETTER TIT                     | Samaritanischer Buchstabe Tit                            |
| U+0809 (2057) | ࠉ               | anderer Buchstabe, Silbe oder Ideogramm | rechts nach links (nicht-arabisch) | SAMARITAN LETTER YUT                     | Samaritanischer Buchstabe Yut                            |
| U+080A (2058) | ࠊ               | anderer Buchstabe, Silbe oder Ideogramm | rechts nach links (nicht-arabisch) | SAMARITAN LETTER KAAF                    | Samaritanischer Buchstabe Kaaf                           |
| U+080B (2059) | ࠋ               | anderer Buchstabe, Silbe oder Ideogramm | rechts nach links (nicht-arabisch) | SAMARITAN LETTER LABAT                   | Samaritanischer Buchstabe Labat                          |
| U+080C (2060) | ࠌ               | anderer Buchstabe, Silbe oder Ideogramm | rechts nach links (nicht-arabisch) | SAMARITAN LETTER MIM                     | Samaritanischer Buchstabe Mim                            |
| U+080D (2061) | ࠍ               | anderer Buchstabe, Silbe oder Ideogramm | rechts nach links (nicht-arabisch) | SAMARITAN LETTER NUN                     | Samaritanischer Buchstabe Nun                            |
| U+080E (2062) | ࠎ               | anderer Buchstabe, Silbe oder Ideogramm | rechts nach links (nicht-arabisch) | SAMARITAN LETTER SINGAAT                 | Samaritanischer Buchstabe Singaat                        |
| U+080F (2063) | ࠏ               | anderer Buchstabe, Silbe oder Ideogramm | rechts nach links (nicht-arabisch) | SAMARITAN LETTER IN                      | Samaritanischer Buchstabe In                             |
| U+0810 (2064) | ࠐ               | anderer Buchstabe, Silbe oder Ideogramm | rechts nach links (nicht-arabisch) | SAMARITAN LETTER FI                      | Samaritanischer Buchstabe Fi                             |
| U+0811 (2065) | ࠑ               | anderer Buchstabe, Silbe oder Ideogramm | rechts nach links (nicht-arabisch) | SAMARITAN LETTER TSAADIY                 | Samaritanischer Buchstabe Zaadiy                         |
| U+0812 (2066) | ࠒ               | anderer Buchstabe, Silbe oder Ideogramm | rechts nach links (nicht-arabisch) | SAMARITAN LETTER QUF                     | Samaritanischer Buchstabe Quf                            |
| U+0813 (2067) | ࠓ               | anderer Buchstabe, Silbe oder Ideogramm | rechts nach links (nicht-arabisch) | SAMARITAN LETTER RISH                    | Samaritanischer Buchstabe Risch                          |
| U+0814 (2068) | ࠔ               | anderer Buchstabe, Silbe oder Ideogramm | rechts nach links (nicht-arabisch) | SAMARITAN LETTER SHAN                    | Samaritanischer Buchstabe Schan                          |
| U+0815 (2069) | ࠕ               | anderer Buchstabe, Silbe oder Ideogramm | rechts nach links (nicht-arabisch) | SAMARITAN LETTER TAAF                    | Samaritanischer Buchstabe Taaf                           |
| U+0816 (2070) | ࠖ                | Markierung ohne Extrabreite             | Markierung ohne Extrabreite        | SAMARITAN MARK IN                        | Samaritanisches Zeichen In                               |
| U+0817 (2071) | ࠗ                | Markierung ohne Extrabreite             | Markierung ohne Extrabreite        | SAMARITAN MARK IN-ALAF                   | Samaritanisches Zeichen In-Alaf                          |
| U+0818 (2072) | ࠘                | Markierung ohne Extrabreite             | Markierung ohne Extrabreite        | SAMARITAN MARK OCCLUSION                 | Samaritanisches Zeichen Okklusion                        |
| U+0819 (2073) | ࠙                | Markierung ohne Extrabreite             | Markierung ohne Extrabreite        | SAMARITAN MARK DAGESH                    | Samaritanisches Zeichen Dagesch                          |
| U+081A (2074) | ࠚ               | modifizierender Buchstabe               | rechts nach links (nicht-arabisch) | SAMARITAN MODIFIER LETTER EPENTHETIC YUT | Samaritanisches modifierendes Zeichen epenthetisches Yut |
| U+081B (2075) | ࠛ                | Markierung ohne Extrabreite             | Markierung ohne Extrabreite        | SAMARITAN MARK EPENTHETIC YUT            | Samaritanisches Zeichen epenthetisches Yut               |
| U+081C (2076) | ࠜ                | Markierung ohne Extrabreite             | Markierung ohne Extrabreite        | SAMARITAN VOWEL SIGN LONG E              | Samaritanisches Vokalzeichen langes E                    |
| U+081D (2077) | ࠝ                | Markierung ohne Extrabreite             | Markierung ohne Extrabreite        | SAMARITAN VOWEL SIGN E                   | Samaritanisches Vokalzeichen E                           |
| U+081E (2078) | ࠞ                | Markierung ohne Extrabreite             | Markierung ohne Extrabreite        | SAMARITAN VOWEL SIGN OVERLONG AA         | Samaritanisches Vokalzeichen überlanges Aa               |
| U+081F (2079) | ࠟ                | Markierung ohne Extrabreite             | Markierung ohne Extrabreite        | SAMARITAN VOWEL SIGN LONG AA             | Samaritanisches Vokalzeichen langes Aa                   |
| U+0820 (2080) | ࠠ                | Markierung ohne Extrabreite             | Markierung ohne Extrabreite        | SAMARITAN VOWEL SIGN AA                  | Samaritanisches Vokalzeichen Aa                          |
| U+0821 (2081) | ࠡ                | Markierung ohne Extrabreite             | Markierung ohne Extrabreite        | SAMARITAN VOWEL SIGN OVERLONG A          | Samaritanisches Vokalzeichen überlanges A                |
| U+0822 (2082) | ࠢ                | Markierung ohne Extrabreite             | Markierung ohne Extrabreite        | SAMARITAN VOWEL SIGN LONG A              | Samaritanisches Vokalzeichen langes A                    |
| U+0823 (2083) | ࠣ                | Markierung ohne Extrabreite             | Markierung ohne Extrabreite        | SAMARITAN VOWEL SIGN A                   | Samaritanisches Vokalzeichen A                           |
| U+0824 (2084) | ࠤ               | modifizierender Buchstabe               | rechts nach links (nicht-arabisch) | SAMARITAN MODIFIER LETTER SHORT A        | Samaritanisches modifierendes Zeichen kurzes A           |
| U+0825 (2085) | ࠥ                | Markierung ohne Extrabreite             | Markierung ohne Extrabreite        | SAMARITAN VOWEL SIGN SHORT A             | Samaritanisches Vokalzeichen kurzes A                    |
| U+0826 (2086) | ࠦ                | Markierung ohne Extrabreite             | Markierung ohne Extrabreite        | SAMARITAN VOWEL SIGN LONG U              | Samaritanisches Vokalzeichen langes U                    |
| U+0827 (2087) | ࠧ                | Markierung ohne Extrabreite             | Markierung ohne Extrabreite        | SAMARITAN VOWEL SIGN U                   | Samaritanisches Vokalzeichen U                           |
| U+0828 (2088) | ࠨ               | modifizierender Buchstabe               | rechts nach links (nicht-arabisch) | SAMARITAN MODIFIER LETTER I              | Samaritanisches modifierendes Zeichen I                  |
| U+0829 (2089) | ࠩ                | Markierung ohne Extrabreite             | Markierung ohne Extrabreite        | SAMARITAN VOWEL SIGN LONG I              | Samaritanisches Vokalzeichen langes I                    |
| U+082A (2090) | ࠪ                | Markierung ohne Extrabreite             | Markierung ohne Extrabreite        | SAMARITAN VOWEL SIGN I                   | Samaritanisches Vokalzeichen I                           |
| U+082B (2091) | ࠫ                | Markierung ohne Extrabreite             | Markierung ohne Extrabreite        | SAMARITAN VOWEL SIGN O                   | Samaritanisches Vokalzeichen O                           |
| U+082C (2092) | ࠬ                | Markierung ohne Extrabreite             | Markierung ohne Extrabreite        | SAMARITAN VOWEL SIGN SUKUN               | Samaritanisches Vokalzeichen Sukun                       |
| U+082D (2093) | ࠭                | Markierung ohne Extrabreite             | Markierung ohne Extrabreite        | SAMARITAN MARK NEQUDAA                   | Samaritanisches Zeichen Nequdaa                          |
| U+0830 (2096) | ࠰               | andere Interpunktion                    | rechts nach links (nicht-arabisch) | SAMARITAN PUNCTUATION NEQUDAA            | Samaritanisches Satzzeichen Nequdaa                      |
| U+0831 (2097) | ࠱               | andere Interpunktion                    | rechts nach links (nicht-arabisch) | SAMARITAN PUNCTUATION AFSAAQ             | Samaritanisches Satzzeichen Afsaaq                       |
| U+0832 (2098) | ࠲               | andere Interpunktion                    | rechts nach links (nicht-arabisch) | SAMARITAN PUNCTUATION ANGED              | Samaritanisches Satzzeichen Anged                        |
| U+0833 (2099) | ࠳               | andere Interpunktion                    | rechts nach links (nicht-arabisch) | SAMARITAN PUNCTUATION BAU                | Samaritanisches Satzzeichen Bau                          |
| U+0834 (2100) | ࠴               | andere Interpunktion                    | rechts nach links (nicht-arabisch) | SAMARITAN PUNCTUATION ATMAAU             | Samaritanisches Satzzeichen Atmaau                       |
| U+0835 (2101) | ࠵               | andere Interpunktion                    | rechts nach links (nicht-arabisch) | SAMARITAN PUNCTUATION SHIYYAALAA         | Samaritanisches Fragezeichen                             |
| U+0836 (2102) | ࠶               | andere Interpunktion                    | rechts nach links (nicht-arabisch) | SAMARITAN ABBREVIATION MARK              | Samaritanisches Abkürzungszeichen                        |
| U+0837 (2103) | ࠷               | andere Interpunktion                    | rechts nach links (nicht-arabisch) | SAMARITAN PUNCTUATION MELODIC QITSA      | Samaritanisches Satzzeichen melodisches Qiza             |
| U+0838 (2104) | ࠸               | andere Interpunktion                    | rechts nach links (nicht-arabisch) | SAMARITAN PUNCTUATION ZIQAA              | Samaritanisches Satzzeichen Siqaa                        |
| U+0839 (2105) | ࠹               | andere Interpunktion                    | rechts nach links (nicht-arabisch) | SAMARITAN PUNCTUATION QITSA              | Samaritanisches Satzzeichen Qiza                         |
| U+083A (2106) | ࠺               | andere Interpunktion                    | rechts nach links (nicht-arabisch) | SAMARITAN PUNCTUATION ZAEF               | Samaritanisches Satzzeichen Saef                         |
| U+083B (2107) | ࠻               | andere Interpunktion                    | rechts nach links (nicht-arabisch) | SAMARITAN PUNCTUATION TURU               | Samaritanisches Satzzeichen Turu                         |
| U+083C (2108) | ࠼               | andere Interpunktion                    | rechts nach links (nicht-arabisch) | SAMARITAN PUNCTUATION ARKAANU            | Samaritanisches Satzzeichen Arkaanu                      |
| U+083D (2109) | ࠽               | andere Interpunktion                    | rechts nach links (nicht-arabisch) | SAMARITAN PUNCTUATION SOF MASHFAAT       | Samaritanischer Punkt                                    |
| U+083E (2110) | ࠾               | andere Interpunktion                    | rechts nach links (nicht-arabisch) | SAMARITAN PUNCTUATION ANNAAU             | Samaritanisches Satzzeichen Annaau                       |